# Девис-Монтен
Авиабаза ВВС США «Девис-Монтен» (англ. Davis-Monthan Air Force Base) расположена в черте города Тусон, штат Аризона. Помимо строевых авиачастей (355-е истребительное авиакрыло) и штабов (12-е командование ВВС США), на базе «Девис-Монтен» хранится на консервации, вероятно, крупнейший парк авиатехники в мире — более 4400 единиц, складировано и сорок космических кораблей, суммарная стоимость имущества превышает тридцать пять миллиардов долларов.

## История
База основана в 1925 и названа в память о жителях Тусона, военных лётчиках Первой мировой войны Сэмюэле Дэвисе (погиб в 1921) и Оскаре Монтене (погиб в 1924). В 1940 база была расширена, здесь готовили экипажи бомбардировочной авиации. После войны база «Девис-Монтен» была выбрана в качестве «кладбища самолётов», в связи с сухим климатом и твёрдой почвой, позволявшей хранить самолёты на неподготовленных площадках. Однако уже в 1946, с началом холодной войны, здесь вновь обосновались строевые части стратегической авиации — две авиагруппы Boeing B-29 Superfortress. 2 марта 1949 B-50 Superfortress, взлетевший с базы «Девис-Монтен», выполнил безостановочный кругосветный полёт (продолжительность полёта 94 часа с четырьмя дозаправками в воздухе). C 1963 по 1976 здесь базировались самолёты-шпионы Lockheed U-2, с начала 1960-х гг. по 1984 — 18 ракет шахтного базирования Titan II.
В 1976 командование стратегической авиации передало базу тактической авиации в лице 355-го истребительного авиакрыла, базирующегося в «Девис-Монтен» по сей день. Несмотря на название, основная ударная сила этой части — штурмовики Fairchild Republic A-10 Thunderbolt II, а само 355-е крыло — ведущая учебная часть ВВС США по подготовке экипажей этих машин.

## 309-я группа
Однако база знаменита не этой частью, а т. н. 309-й группой по обслуживанию и ремонту авиакосмической техники (309-я группа по обслуживанию и ремонту авиакосмической техники (сокр. AMARG) — крупнейшим хранилищем законсервированной авиатехники, принадлежащей как министерству обороны, так и другим государственным службам США (береговая охрана, NASA и т. д.). 309-я группа была образована в 1946 как 4105-я группа армейской авиации, при выделении ВВС США в отдельный род войск (1949) стала 3040-м авиаскладом, нынешнее название установлено в мае 2007. В 309-й группе работает более 550 человек, в основном — гражданские специалисты.
Ежегодно на хранение поступает около 400 единиц, и столько же выбывает (продаётся дружественным странам или уничтожается). В это число не входят авиапарки, уничтожаемые по отдельным межгосударственным соглашениям (только по договору СНВ-I на базе было уничтожено 365 бомбардировщиков Boeing B-52 Stratofortress). При постановке на хранение со всех машин демонтируется вооружение и секретное оборудование. Топливные системы осушаются и прокачиваются маслом, образующим защитную плёнку.
Парк техники на базе делится на 4 категории:
- Долгосрочная консервация (потенциально боеспособная техника)
- Краткосрочная консервация (потенциально боеспособная техника)
- Самолёты — доноры запчастей (постепенно разбираются, небоеспособны)
- Техника для продажи

Согласно данным на официальном сайте, на каждый доллар, израсходованный на содержание 309-й группы, база зарабатывает 11 долларов продажей запчастей и восстановленных самолётов.

## Доступ публики
База и кладбище самолётов закрыты для посещений и хорошо охраняются. Рядом с базой расположен открытый музей авиатехники «Pima Air & Space Museum», который организует автобусные экскурсии по территории базы. Несмотря на ограниченное время и фиксированный маршрут таких экскурсий, иногда экскурсантам удавалось рассекретить образцы техники, неизвестные широкой публике. Так, именно любители впервые опубликовали фотографии беспилотного самолёта-разведчика Lockheed D-21 — 17 таких машин были поставлены на консервацию в начале 1970-х. Фотографии вызвали бурное обсуждение в любительской среде и ответную дезинформацию со стороны ВВС США; настоящее предназначение этих машин было раскрыто только десятилетие спустя.
Здесь проходили съемки фильмов «Харли Дэвидсон и Ковбой Мальборо», «Трансформеры: Месть падших».